# Giuseppe Accoramboni
Pour les articles homonymes, voir Accoramboni.
Giuseppe Accoramboni, né le 24 septembre 1672 à Castel de Preci, dans l'actuelle province de Pérouse, en Ombrie, alors dans les États pontificaux et mort le 21 mars 1747 à Rome, est un cardinal italien.

## Biographie
Giuseppe Accoramboni étudie à l'université de Pérouse. Il est notamment auditeur du cardinal Michelangelo Conti, le futur Innocent XIII, secrétaire de la "Congrégation d'Avignon", auditeur à la rote romaine et référendaire au tribunal suprême de la Signature apostolique. 
En 1724, il est nommé archevêque titulaire de Philippes (de). Il est conseiller à la Congrégation des rites et à celle de l'Inquisition. En 1728, il est transféré au diocèse d'Imola. Mgr Accoramboni fait restaurer la cathédrale et le séminaire d'Imola.
Le pape Benoît XIII le crée cardinal lors du consistoire du 20 septembre 1728. Il participe au conclave de 1730, lors duquel Clément XII est élu pape et à celui de 1740 (élection de Benoît XIV).

### Sources
- Fiche du cardinal sur le site fiu.edu